# Kevin Michael Richardson
Kevin Michael Richardson (Nova Iorque, 25 de outubro de 1964) é um ator americano. Conhecido por sua voz grave e marcante, ele dublou principalmente personagens vilões em animações e videogames. No cinema, Richardson dublou Goro em Mortal Kombat (1995) e Mortal Kombat Legends: Scorpion's Revenge (2020), Capitão Gantu na franquia Lilo & Stitch, Bulkhead de Transformers: Prime e Deus Ex Machina em The Matrix Revolutions (2003). Ele também dublou personagens nos programas de Seth MacFarlane, Family Guy, The Cleveland Show e American Dad! , assim como vários personagens dos programas de Matt Groening, Os Simpsons e Futurama .

## Vida pessoal
Richardson nasceu em 25 de outubro de 1964, no Bronx, na cidade de Nova Iorque. Ele obteve o título de Bacharel em Belas Artes em teatro pela Universidade de Syracuse em 1988.
Richardson mora em Los Angeles com sua esposa, Monica, com quem se casou em 2006. Ele é padrasto de seus dois filhos de um casamento anterior.

## Carreira

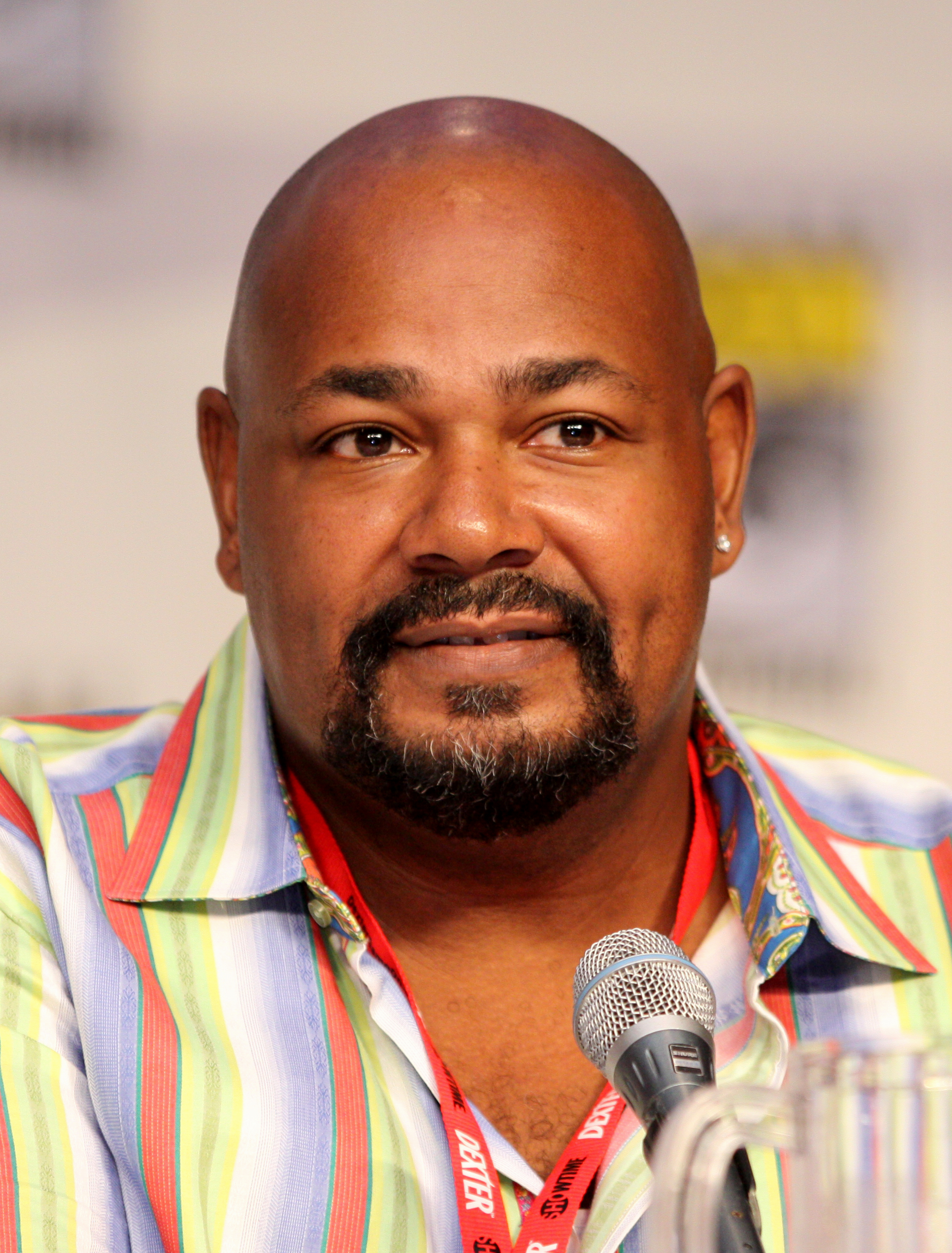
Richardson em 2010.

Richardson começou sua carreira de ator live-action em Nova Iorque, onde atuou em comerciais. Seu primeiro trabalho profissional como ator foi em um comercial da AT&T . Ele era frequentemente contratado como dublador de comerciais de televisão. Mais tarde, ele se mudou para Los Angeles . Ele geralmente interpreta personagens vilões devido à sua voz profunda e poderosa. Em 1995, ele obteve seu primeiro papel de voz como Prefeito Tilton na versão animada para televisão de The Mask . Além disso, no início de sua carreira, ele apareceu em um especial da PBS dirigido por John Houseman .
Outros créditos de Richardson incluem o Capitão Gantu em Lilo & Stitch e sua franquia, Shnitzel no episódio piloto de Chowder, Goro em Mortal Kombat, a segunda voz de Skulker em Danny Phantom, Sarevok na série Baldur's Gate, Jolee Bindo em Star Wars: Knights of the Old Republic, Crunch Bandicoot nos jogos Crash Bandicoot, Sai Sahan na série MMORPG Elder Scrolls Online, Tartarus de Halo 2, Presidente Drek em Ratchet & Clank, Antauri em Super Robot Monkey Team Hyperforce Go!, Openly Gator de Queer Duck, Doctor Payne e outros em The Proud Family, Dark Laser em The Fairly OddParents, Maurice de The Penguins of Madagascar (substituindo Cedric the Entertainer) , Slam Tasmanian e Tech E. Coyote em Loonatics Unleashed, e a voz de Exile na série animada dos anos 1990 Road Rovers.
Richardson substituiu Keith David como a voz de Lápide em O Espetacular Homem-Aranha. Ele forneceu um conjunto de vozes paraIcewind Dale Heart of Winter e Icewind Dale II. Ele foi a voz de Heihachi no jogo Soul Calibur II para PlayStation 2, embora ele esteja listado no papel como Victor Stone. Ele também dublou Stump Smash e Tree Rex em Skylanders: Swap Force, Skylanders: Trap Team e Skylanders: SuperChargers.
Em 2001, Richardson dublou Barney Rubble no filme de animação The Flintstones: On the Rocks. Em 2004, ele se tornou o primeiro ator negro a interpretar o Coringa, dando voz ao personagem na série animada The Batman, papel pelo qual foi indicado duas vezes ao Daytime Emmy Award de Melhor Ator em Programa de Animação. Em 2005, ele dublou Trigon na série animada Teen Titans, assumindo o papel de Keith Szarabajka.
Richardson frequentemente interpreta personagens baseados no comediante Bill Cosby, como em Family Guy ("Brian Does Hollywood"); como o próprio Cosby em The Boondocks ; e o pai do Número 5, Sr. Lincoln em Codename: Kids Next Door .
Ele foi indicado como Dublador do Ano pelo Behind the Voice Actors em 2012 e em 2013.
Em setembro de 2013, ele deu a voz ao Sr. Gus no desenho animado Titio Avô da Cartoon Network. Em 2015, ele dublou um rei nigeriano no episódio "The Princess Guide" dos Simpsons. Mais tarde, ele dublou o Juiz Michaels no primeiro filme de animação de Tyler Perry, Madea's Tough Love. Em 2021, ele deu a voz de Jimbo em The Boss Baby: Back in Business (2018), a sequência do filme de 2017 The Boss Baby.

## Filmografia
- Super Mario Bros. O Filme (2023): Kamek (voz)
- Trolls Band Together (2023): Mr. Dinkles (voz)
- Trolls World Tour (2016): Mr. Dinkles (voz)
- F is for Family (2015): Rosie (voz)
- Los 7E (2014)
- The Batman (2014): Joker
- Ultimate Spider-Man (2012): Joseph Robertson
- As Tartarugas Ninja (2012): Shredder
- Mortal Kombat (2011): Shao Kahn
- Los Simpsons (2011)
- Os pinguins de Madagascar (2008-presente): Maurice.
- The Legend of Spyro: Dawn of the Dragon (2008) (jogo eletrônico): Terrador, Ermitão e Jefe Prowlus
- The Spectacular Spider-Man (2008): Joseph Robertson
- Transformers Animated (2008): Omega Supreme
- The Legends of Spyro: The Eternal Night (2007) (jogo eletrônico): Terrador, Sniff e Galo
- Doctor Strange: The Sorcerer Supreme (2007): Barão Mordo
- TMNT (2007): General Áquila
- The Knights of Prosperity (2007): Rockefeller Butts
- The Wild (2006): Padre de Samson
- Leroy & Stitch (2006): Capitán Gantu
- Class of 3000 (2006): Big D, El Diablo
- Foster's Home for Imaginary Friends (2006): Foul Larry, Uncle Pockets, Omnizot.
- Clerks II (2006): Polícia
- Casper's Scare School (2006): Kibosh
- Shorty McShorts' Shorts (2006): Admiral Bozzlebags
- Kingdom Hearts II (2006) (jogo eletrônico): Sebastian
- The Legends of Spyro (2006) (jogo eletrônico): Terrador, El Conductor y Galo,
- A Hora Poderosa de Jimmy e Timmy 2 (2006): Morgan Freeman
- The Boondocks (2006): Martin Luther King, Jr., vozes adicionais.
- The Emperor's New School (2006): Tavo
- The Happy Elf (2005): Derek, Tucker, prefeito, Toady.
- Loonatics Unleashed (2005): Furia Taz, Doctor Coyote.
- Danger Rangers (2005): Bubble
- Avatar: A Lenda de Aang (2005): Tyro
- Halo 2 (2004): Tartarus
- Super Esquadrão Ciber Monos Hiperfuerza ¡Ya! (2004): Antauri
- The Batman (2004): Joker
- Megas XLR (2004): Comandante Glorft, Tiny
- Danny Phantom (2004): Skulker
- Higglytown Heroes (2004): Tio Lemmo
- Dave, o bárbaro (2004): Tío Oswidge, Rey Throktar.
- Teen Titans (2003): Mammoth, Trigon, vozes adicionais.
- Like Family (2003): Ed Ward
- Viewtiful Joe (2003) (jogo eletrônico): Hulk Davidson, Fire Leo.
- Lilo e Stitch: A Série (2003): Capitão Gantu
- Os Padrinhos Mágicos (2003): Pai de A.J., vozes adicionais.
- Xiaolin Showdown (2003): Pandabubba
- Star Wars: Knights of the Old Republic (2003) (jogo eletrônico): Jolee Bindo
- Crash Nitro Kart (2003): Crunch Bandicoot
- La Momia: La Serie Animada (2003): Minotauro
- The Matrix Revolutions (2003): Deus Ex Machina
- Stitch! The Movie (2003) Capitão Gantu
- Kingdom Hearts (2002): Sebastian
- The Powerpuff Girls Movie (2002): Rocko Socko, Ojo Tango.
- Ratchet & Clank (2002) (jogo eletrônico): Presidente Drek.
- Lilo & Stitch (2002): Capitão Gantu
- Battle Force Andromeda (2002): Narrador
- The Ripping Friends (2001): Vozes adicionais
- Crash Bandicoot: The Wrath of Cortex (jogo eletrônico) (2001): Crunch Bandicoot
- A familia Proud (2001): Omar, Dr. Payne, vozes adicionais.
- Invasor Zim (2001): Vozes adicionais
- House of Mouse (2001): Príncipe John, Corvo
- Clerks: A Série Animada (2000): Vozes adicionais
- Static Shock (2000): Robert Hawkins, Kangor
- Big Guy and Rusty the Boy Robot (1999): Garth
- Family Guy (1999): Vozes adicionais
- O Laboratório de Dexter (1999): Action Hank
- The PJs (1999): Sr. Hudson, Rasta Man
- The Powerpuff Girls (1998): El Coco
- Voltron (1998): Hunk, Zarkon
- Hércules (1997): Hefaistos (deus do fogo), Quiron
- The New Adventures of Batman (1997): Líder Mutante
- Road Rovers (1996): Exile the Russian Husky
- Homeboys in Outer Space (1996): Vashti
- Aventuras del Libro de las Virtudes (1996): Plato
- Mortal Kombat (1995): Goro